# Софиабад (Хузестан)
Софиаба́д (перс. صفي اباد‎) — небольшой город на юго-западе Ирана, в провинции Хузестан. Входит в состав шахрестана Дизфуль.
На 2006 год население составляло 8 054 человека.
Альтернативное название: Сафиабад (Şafīābād).

## География
Город находится на северо-востоке Хузестана, в горной местности западного Загроса, на высоте 787 метров над уровнем моря.
Софиабад расположен на расстоянии  приблизительно 120 километров к северо-востоку от Ахваза, административного центра провинции  и на расстоянии 420 километров к юго-западу от Тегерана, столицы страны.